# 라오스의 부주석
라오스 인민민주공화국 부주석(라오어: ຮອງປະທານປະເທດລາວ)은 라오스의 국가 부원수이다. 부주석은 라오스 국회에서 선출한다.

## 역대 부주석
| 대수                   | 이름            | 임기            | 소속 정당      | 주석            | 비고 |
| ---------------------- | --------------- | --------------- | -------------- | --------------- | ---- |
| 1                      | 시사바스 코분판 | 1996년 ~ 1998년 | 라오인민혁명당 | 누학 품사완     |      |
| 2                      | 우돔 카티냐     | 1998년 ~ 1999년 | 라오인민혁명당 | 캄따이 시판돈   |      |
| 공석 (1999년 ~ 2001년) |                 |                 |                |                 |      |
| 3                      | 쭘말리 사이냐손 | 2001년 ~ 2006년 | 라오인민혁명당 | 캄따이 시판돈   |      |
| 4                      | 분냥 보라치트   | 2006년 ~ 2016년 | 라오인민혁명당 | 쭘말리 사이냐손 |      |
| 5                      | 판캄 비파반     | 2016년 ~ 2021년 | 라오인민혁명당 | 분냥 보라치트   |      |
| 6                      | 분통 치트마니   | 2021년 ~        | 라오인민혁명당 | 통룬 시술릿     |      |

## 같이 보기
- 라오스의 주석